# Mohamed Rabbae

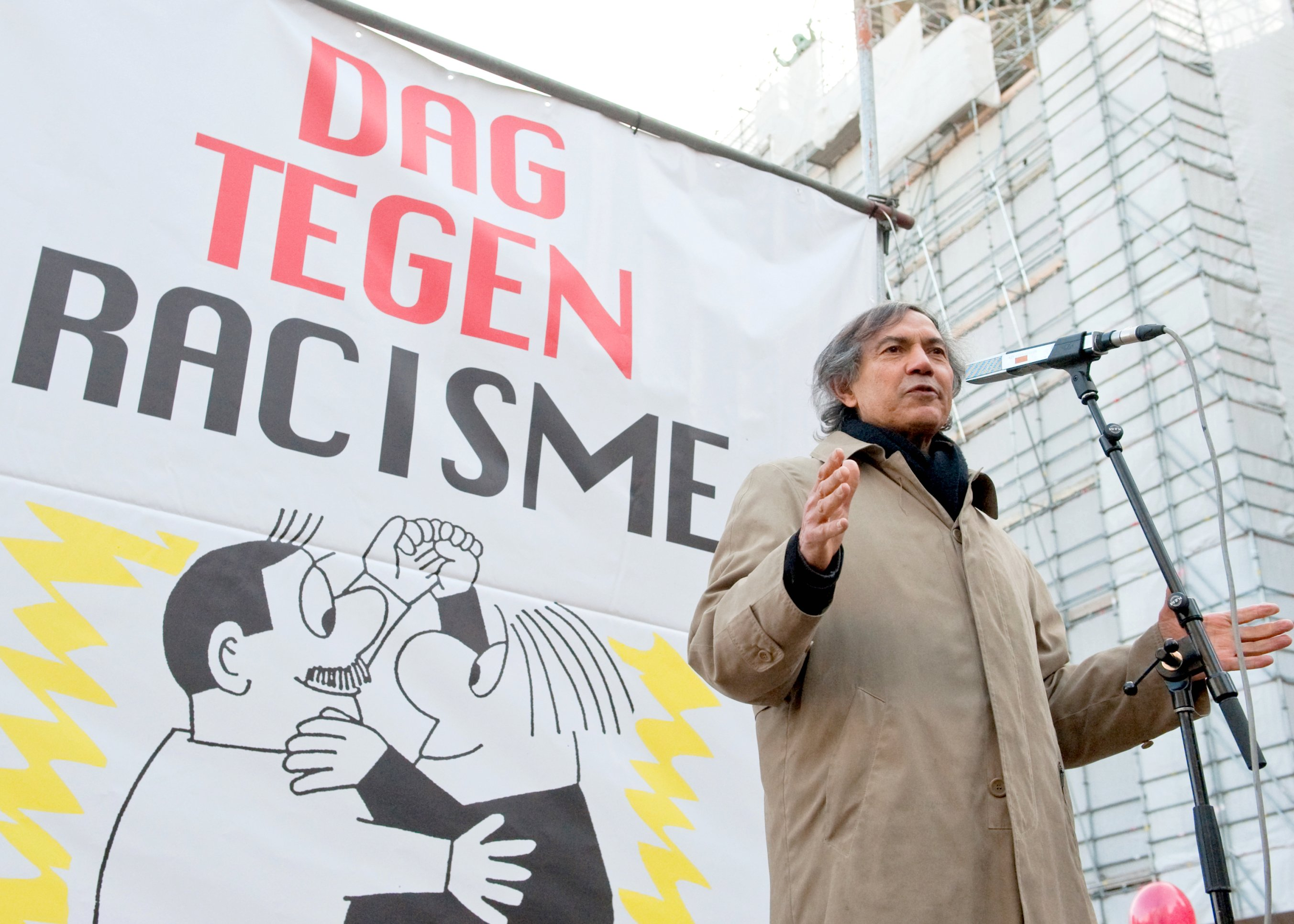
Rabbae tijdens een internationale dag tegen het racisme

Mohamed Rabbae (Berrechid (Marokko), 8 maart 1941 – Amersfoort, 17 mei 2022) was een Nederlands politicus en activist van Marokkaanse afkomst.

## Levensloop
Rabbae was in 1966 student filosofie, toen hij vanwege zijn activisme tegen het regime van koning Hassan II naar Nederland vluchtte. Rabbae, lid van een socialistische studentenbeweging, was bang ook opgepakt te worden. In Nederland voltooide hij een studie economie in Amsterdam. Daarna was hij onder andere medewerker van een conservenfabriek en verkoper bij een V&D-winkel. In die tijd was hij betrokken bij diverse acties voor vreemdelingenrechten, waaronder de zogeheten 182 kerkmarokkanen die na een vergeefse asielaanvraag dreigden te worden uitgezet door de toenmalige staatssecretaris van Justitie Bert Haars ten tijde van het eerste kabinet-Van Agt. In 1975 werd Rabbae directeur van de Stichting Buitenlanders West-Brabant en van 1982 tot 1994 was hij directeur van het Nederlands Centrum Buitenlanders (NCB).

### Politieke carrière
In 1993 werd Rabbae lid van GroenLinks en werd hij door Ina Brouwer benaderd om deel te nemen aan het lijsttrekkersreferendum van de partij. Voor de Tweede Kamerverkiezingen 1994 werd hij in het lijsttrekkersreferendum samen met Brouwer tot duo-lijsttrekker gekozen. Tijdens de campagne verscheen een interview met Rabbae in NRC Handelsblad, waarin hij verklaarde begrip te hebben voor mensen die het boek De Duivelsverzen van Salman Rushdie wilden laten verbieden. Langs democratische weg pogen zo'n boek te laten verbieden was volgens hem "een betere weg dan het volgen van Khomeini en andere duistere krachten." Hij werd namens GroenLinks verkozen tot lid van de Tweede Kamer, maar werd geen duo-fractieleider: Brouwer trad af en verliet de politiek vanwege het bij de verkiezingen geleden zetelverlies. Daarop werd Paul Rosenmöller fractieleider.
Rabbae maakte midden jaren '90 deel uit van de enquêtecommissie die de IRT-affaire onderzocht. Met de verkiezingen van 2002 verdween Rabbae uit de Tweede Kamer. Daarna was hij enige tijd wethouder in Leiden. Op zijn eerste werkdag in 2004, na een ziekteverlof van een aantal maanden vanwege een hartoperatie, trad hij af als wethouder. Zijn positie was onhoudbaar geworden wegens fouten bij het opzeggen van een Leidse CAO voor mensen met een gesubsidieerde baan in het kader van de WIW (een in de Wet werk en bijstand opgegane wettelijke regeling). Die fouten werden gemaakt tijdens zijn afwezigheid, maar Rabbae nam de politieke verantwoordelijkheid.

### Na de politiek
Rabbae bekleedde een aantal bestuursfuncties, vooral op het gebied van minderhedenbeleid. Hij zat in het Comité van Aanbeveling van het Nederlands Sociaal Forum. Tevens was hij in maart 2008 mede-organisator van de Nederland Bekent Kleur-demonstratie op de Dam in Amsterdam in het kader van de VN-dag tegen racisme. Hierbij werd onder andere gedemonstreerd tegen de standpunten van de PVV. Rabbae was ook voorzitter van het Landelijk Beraad Marokkanen (LBM). Het LBM werd door Rabbae opgericht als reactie op de film Fitna van Geert Wilders. Het LBM eiste dat het Openbaar Ministerie PVV-leider Geert Wilders zou vervolgen wegens discriminatie van moslims. Na vertoning van de film Fitna bleek deze mee te vallen, het LBM vertelde opgelucht te zijn.
Op 7 april 2008 zei Rabbae tegen dagblad Sp!ts dat er een "soort van islamitisch CDA" moet komen. Zelf wilde hij dan zo'n partij advies gaan geven. Rabbae trad nog vaak in de openbaarheid, in ingezonden stukken en tijdens speeches vergeleek hij de discriminatie van moslims in Nederland met de wijze waarop Joden in Duitsland in de jaren '30 werden uitgesloten, dit deed hij onder andere tijdens de Kristallnachtherdenking van november 2008. Rabbae introduceerde de term 'moslimracist' voor o.a. Wilders en Ayaan Hirsi Ali. Politica Rita Verdonk noemde hij een populist.
Naar aanleiding van de betrokkenheid van Rabbae bij het proces tegen Geert Wilders nam Femke Halsema afstand van de standpunten van Rabbae die zij als een poging tot censuur en een ongeoorloofde beperking van de vrije meningsuiting en politieke opinievorming van Wilders zag. Rabbae zegde daarop zijn lidmaatschap van GroenLinks op. Op 4 november 2010 werd bekend dat hij alsnog welkom was bij GroenLinks. Rabbae gaf een week later echter aan dat hij zou blijven proberen om Wilders veroordeeld te krijgen, ook wanneer Wilders zou worden vrijgesproken.
Rabbae was bezig met een biografie toen hij in 2014 werd getroffen door een hersenbloeding die hem het lopen, lezen, schrijven en herinneren onmogelijk maakte. Het boek werd afgerond door meerdere auteurs, waaronder Brouwer, Anja Meulenbelt en Bas de Gaay Fortman.
Rabbae was lid van het comité van aanbeveling van de stichting Stop de Bezetting van de Palestijnse gebieden.

## Privéleven en overlijden
Rabbae woonde in Maarssen. Hij overleed op 81-jarige leeftijd.

## Publicatie
- 1993 - Naast de Amicales nu de UMMON; De mantelorganisaties van de Marokkaanse autoriteiten in Nederland